# Sciurus ingrami
Sciurus ingrami (Вивірка Інграма) — вид гризунів родини Вивіркові (Sciuridae). Вид населяє бразильський атлантичний ліс. Це одиничний, територіальний вид. Іноді розглядається як підвид Sciurus aestuans.